# Список правителей колониального Перу
 Список правителей колониального Перу включает в себя список вице-королей Перу, губернаторов территории, на которой оно было создано, а также чиновников, управлявших вице-королевством временно, как правило, старших ойдоров Королевской аудиенсии Лимы.

## Обзор
Первым лицом, управлявшим испанскими владениями на территории Перу, стал его завоеватель Франсиско Писарро Гонсалес, который 29 июля 1529 года заключил с королевой Изабеллой (действовавшей от имени своего супруга, короля Карлоса I) «Толедский акт», которым определялись его права и полномочия: он был пожалован титулом главного альгвасила «провинции Перу» и правом «продолжать открывать, завоёвывать и заселять земли вышепоименованной провинции Перу», назначался пожизненным губернатором и капитан-генералом «вышепоименованной провинции Перу и земель и народов, кои имеются ныне и впредь будут обретены», для управления которыми было создано губернаторство Новая Кастилия. На фоне конфликтов в среде конкистадоров, вылившихся в продолжавшиеся с 1537 по 1554 годы гражданские войны, 20 ноября 1542 года Карлос I своей грамотой учредил Вице-королевство Перу (исп. El Virreinato del Perú), территориальную единицу, входившую в состав испанской колониальной империи, основу территории которой составили области Новая Кастилия и Новое Толедо. 17 мая 1544 года прибывший в Лиму первый вице-король Бласко Нуньес Вела принёс присягу.
Вице-король являлся личным представителем короля Испании в вице-королевстве Перу: его «alter ego». Возглавляя вице-королевство, он отвечал за отправление правосудия, управление государственной казной, обеспечение распространения католицизма и евангелизации индейцев, защиту побережий от нападений корсаров и пиратов, а также обеспечение внутренней безопасности. За время существования вице-королевства Перу им управляли сорок наместников в ранге вице-короля.
Другим важнейшим государственным органом вице-королевства являлась Королевская аудиенсия Лимы (исп. Real Audiencia de Lima), изначально имевшая статус апелляционного суда, однако в системе управления колоний ставшая в большей степени законодательным органом с элементами представительства населения. Старшие ойдоры аудиенсии (исп. Oidor decano Real Audiencia de Lima) многократно становились временными губернаторами вице-королевства (исп. Gobernador interino del Virreinato del Perú) в периоды отсутствия вице-короля. Высшей инстанцией как над аудиенсиями, так и над вице-королевствами, оставался Королевский и верховный совет Индий (исп. Real y Supremo Consejo de Indias).
Перед прибытием освободительной армии Хосе де Сан-Мартина последний вице-король Хосе де ла Серна покинул Лиму и перенёс столицу вице-королевства в Куско. После поражения в битве при Аякучо 9 декабря 1824 года была подписана испанская капитуляция, официально прекратившая вице-королевскую власть в Перу.

## Список колониальных правителей Перу
| Портрет     | Имя (годы жизни) | Назначен                     | Полномочия                   | Полномочия                                                  | Должность | Пр.           |
| Портрет     | Имя (годы жизни) | Назначен                     | Начало                       | Окончание                                                   | Должность | Пр.           |
| ----------- | --- | ---------------------------- | ---------------------------- | ----------------------------------------------------------- | --- | ------------- |
|             | Франсиско Писарро Гонсалес, 1-й маркиз лос Атавильос (ок. 1471/1478—1541) исп. Francisco Pizarro González, primer Marqués de los Atavillos | 29 июля 1529                 | 16 ноября 1533               | 21 мая 1534                                                 | губернатор и капитан-генерал провинции Перу исп. Gobernador y Capitán General de la provincia del Perú | [ 1 ]         |
| 21 мая 1534 | Франсиско Писарро Гонсалес, 1-й маркиз лос Атавильос (ок. 1471/1478—1541) исп. Francisco Pizarro González, primer Marqués de los Atavillos | 29 июля 1529                 | 26 июня 1541                 | губернатор Новой Кастилии исп. Gobernador de Nueva Castilla | | [ 1 ]         |
|             | Диего де Альмагро (1522—1542) исп. Diego de Almagro | узурпатор, 26 июня 1541      | узурпатор, 26 июня 1541      | 16 сентября 1542                                            | фактический губернатор Перу исп. Gobernador fáctico del Perú | [ 3 ] [ 8 ]   |
|             | Кристобаль Вака де Кастро (ок. 1492—1566) исп. Cristóbal Vaca de Castro | 9 сентября 1540              | 7 августа 1542               | 17 мая 1544                                                 | губернатор Новой Кастилии и Нового Толедо исп. Gobernador de Nueva Castilla y Nueva Toledo после получения в сентябре 1543 года известия об учреждении вице-королевства Перу — его временный губернатор исп. Gobernador interino del Virreinato del Perú | [ 9 ]         |
|             | Бласко Нуньес Вела (1495—1546) исп. Blasco Núñez Vela | 1 мая 1543                   | 17 мая 1544                  | 18 сентября 1544                                            | 1-й вице-король Перу исп. 1.er Virrey del Perú | [ 10 ]        |
|             | Диего Васкес де Сепеда (1510—1550) исп. Diego Vázquez de Cepeda | 18 сентября 1544             | 18 сентября 1544             | 28 октября 1544                                             | временный губернатор вице-королевства Перу исп. Gobernador interino del Virreinato del Perú | [ 11 ]        |
|             | Гонсало Писарро Алонсо (ок. 1502—1548) исп. Gonzalo Pizarro Alonso | узурпатор, 28 октября 1544   | узурпатор, 28 октября 1544   | 9 апреля 1548                                               | губернатор и капитан-генерал исп. Gobernador y Capitán General | [ 12 ] [ 13 ] |
|             | Педро де ла Гаска (1493—1567) исп. Pedro de la Gasca урожд. Педро Лагаска исп. Pedro Lagasca | 16 февраля 1546              | 12 августа 1546              | 6 января 1550                                               | временный губернатор вице-королевства Перу исп. Gobernador interino del Virreinato del Perú | [ 13 ] [ 14 ] |
|             | Андрес де Сианка (ок. 1513—1553) исп. Andrés de Cianca | 6 января 1550                | 6 января 1550                | 14 сентября 1551                                            | временный губернатор вице-королевства Перу исп. Gobernador interino del Virreinato del Perú | [ 15 ]        |
|             | Антонио де Мендоса-и-Пачеко (ок. 1490/1493—1552) исп. Antonio de Mendoza y Pacheco | 8 июля 1549                  | 14 сентября 1551             | 21 июля 1552                                                | 2-й вице-король Перу исп. 2.º Virrey del Perú | [ 16 ]        |
|             | Андрес де Сианка (ок. 1513—1553) исп. Andrés de Cianca | 21 июля 1552                 | 21 июля 1552                 | 11 апреля 1553                                              | временный губернатор вице-королевства Перу исп. Gobernador interino del Virreinato del Perú | [ 15 ]        |
|             | Мельчор Браво де Саравия-и-Сотомайор (1512—1577) исп. Melchor Bravo de Saravia y Sotomayor | 11 апреля 1553               | 11 апреля 1553               | 29 июня 1556                                                | временный губернатор вице-королевства Перу исп. Gobernador interino del Virreinato del Perú | [ 17 ]        |
|             | Андрес Уртадо де Мендоса-и-Кабрера, 2-й маркиз Каньете (ок. 1500—1561) исп. Andrés Hurtado de Mendoza y Cabrera, segundo marqués de Cañete | 10 мая 1555                  | 29 июня 1556                 | 17 апреля 1560                                              | 3-й вице-король Перу исп. 3.er Virrey del Perú | [ 18 ]        |
|             | Диего Лопес де Суньига-и-Веласко, 4-й граф Ньева (ок. 1510—1564) исп. Diego López de Zúñiga y Velasco, cuarto conde de Nieva | 15 декабря 1558              | 17 апреля 1560               | 18 декабря 1564                                             | 4-й вице-король Перу исп. 4.º Virrey del Perú | [ 19 ]        |
|             | Эрнандо де Сааведра (ок. 1520 — после 1601) исп. Hernando de Saavedra урожд. Фернандо де Сааведра Дорадо-и-дель Рио Васкес де Агилар исп. Fernando de Saavedra Dorado y del Río Vázquez de Aguilar | 19 февраля 1564              | 19 февраля 1564              | 22 сентября 1564                                            | временный губернатор вице-королевства Перу исп. Gobernador interino del Virreinato del Perú | [ 20 ]        |
|             | Лопе Гарсия де Кастро (?—1576) исп. Lope García de Castro | 16 августа 1563              | 22 сентября 1564             | 30 ноября 1569                                              | временный губернатор вице-королевства Перу исп. Gobernador interino del Virreinato del Perú | [ 21 ]        |
|             | Франсиско Альварес де Толедо-и-Фигероа (1515—1582) исп. Francisco Álvarez de Toledo y Figueroa | 30 ноября 1568               | 30 ноября 1569               | 15 мая 1581                                                 | 5-й вице-король Перу исп. 5.º Virrey del Perú | [ 22 ]        |
|             | Мартин Энрикес де Альманса-и-Ульоа (?—1583) исп. Martín Enríquez de Almansa y Ulloa | 26 мая 1580                  | 15 мая 1581                  | 9 марта 1583                                                | 6-й вице-король Перу исп. 6.º Virrey del Perú | [ 23 ]        |
|             | Кристобаль Рамирес де Картахена (? — 1594) исп. Cristóbal Ramírez de Cartagena | 9 марта 1583                 | 9 марта 1583                 | 11 ноября 1585                                              | временный губернатор вице-королевства Перу исп. Gobernador interino del Virreinato del Perú | [ 24 ]        |
|             | Фернандо Торрес де Португаль-и-Месия Венегас-и-Понсе де Леон, 1-й граф Вильярдомпардо (?—1592) исп. Fernando de Torres y Portugal y Mesía Venegas y Ponce de León, primer Conde de Villardompardo | 31 марта 1584                | 11 ноября 1585               | 6 января 1590                                               | 7-й вице-король Перу исп. 7.º Virrey del Perú | [ 25 ]        |
|             | Гарсия Уртадо де Мендоса-и-Манрике, 4-й маркиз Каньете (1535—1609) исп. García Hurtado de Mendoza y Manrique, cuarto Marqués de Cañete | 30 августа 1588              | 6 января 1590                | 24 июля 1596                                                | 8-й вице-король Перу исп. 8.º Virrey del Perú | [ 26 ]        |
|             | Луис де Веласко-и-Кастилья-и-Мендоса (1534—1617) исп. Luis de Velasco y Castilla y Mendoza | 6 июня 1596                  | 24 июля 1596                 | 8 декабря 1604                                              | 9-й вице-король Перу исп. 9.º Virrey del Perú | [ 27 ]        |
|             | Гаспар де Суньига Асеведо-и-Фонсека, 5-й граф Монтеррей (1534—1617) исп. Gaspar de Zúñiga Acevedo y Fonseca, quinto conde de Monterrey | 28 мая 1603                  | 8 декабря 1604               | 10 февраля 1606                                             | 10-й вице-король Перу исп. 10.º Virrey del Perú | [ 28 ]        |
|             | Диего Нуньес де Авенданьо (?—1606) исп. Diego Núñez de Avendaño | 10 февраля 1606              | 10 февраля 1606              | 26 мая 1606                                                 | временный губернатор вице-королевства Перу исп. Gobernador interino del Virreinato del Perú | [ 29 ]        |
|             | Хуан Фернандес де Боан (1549—1615) исп. Juan Fernández de Boán | 26 мая 1606                  | 26 мая 1606                  | 21 декабря 1607                                             | временный губернатор вице-королевства Перу исп. Gobernador interino del Virreinato del Perú | [ 30 ]        |
|             | Хуан де Мендоса-и-Луна, 2-й маркиз Монтес Кларос (1571—1628) исп. Juan de Mendoza y Luna, segundo marqués de Montes Claros | 22 ноября 1606               | 21 декабря 1607              | 18 декабря 1615                                             | 11-й вице-король Перу исп. 11.er Virrey del Perú | [ 31 ]        |
|             | Франсиско де Борха-и-Арагон, принц-консорт Скуиллаче, 2-й граф Маяльде (1581—1658) исп. Francisco de Borja y Aragón, Príncipe de Esquilache, segundo Conde de Mayalde | 19 июля 1614                 | 18 декабря 1615              | 31 декабря 1621                                             | 12-й вице-король Перу исп. 12.º Virrey del Perú | [ 32 ]        |
|             | Хуан Хименес де Монтальво (1561—1629) исп. Juan Jiménez de Montalvo | 31 декабря 1621              | 31 декабря 1621              | 25 июля 1622                                                | временный губернатор вице-королевства Перу исп. Gobernador interino del Virreinato del Perú | [ 33 ]        |
|             | Диего Фернандес де Кордоба-и-Лопес де лас Роэлас Бенавидес-и-Мельгарехо, 1-й маркиз Гуадалькасар (1578—1630) исп. Diego Fernández de Córdoba y López de las Roelas Benavides y Melgarejo, primer Marqués de Guadalcázar                                                                                    | 22 августа 1620              | 25 июля 1622                 | 14 января 1629                                              | 13-й вице-король Перу исп. 13.er Virrey del Perú | [ 34 ]        |
|             | Луис Херонимо Фернандес де Кабрера Бобадилья Серда-и-Мендоса, 4-й граф Чинчон (1589—1647) исп. Luis Jerónimo Fernández de Cabrera Bobadilla Cerda y Mendoza, cuarto conde de Chinchón | 11 февраля 1628              | 14 января 1629               | 18 декабря 1639                                             | 14-й вице-король Перу исп. 14.º Virrey del Perú | [ 35 ]        |
|             | Педро Альварес де Толедо-и-Лейва, 1-й маркиз Мансера (1585—1654) исп. Pedro Álvarez de Toledo y Leiva, primer Marqués de Mancera | 24 октября 1638              | 18 декабря 1639              | 20 сентября 1648                                            | 15-й вице-король Перу исп. 15.º Virrey del Perú | [ 36 ]        |
|             | Гарсиа Сармьенто де Сотомайор-и-Луна, 2-й граф Сальватьерра (1595—1659) исп. García Sarmiento de Sotomayor y Luna, segundo Conde de Salvatierra | 18 июня 1647                 | 20 сентября 1648             | 24 февраля 1655                                             | 16-й вице-король Перу исп. 16.º Virrey del Perú | [ 37 ]        |
|             | Луис Энрикес де Гусман, 9-й граф Альба-де-Листе (1610—1680) исп. Luis Enríquez de Guzmán, noveno Conde de Alba de Liste | 22 марта 1653                | 24 февраля 1655              | 31 июля 1661                                                | 17-й вице-король Перу исп. 17.º Virrey del Perú | [ 38 ]        |
|             | Диего де Беневидес де ла Куэва-и-Босан, 1-й маркиз Солера, 8-й граф Сантистебан-дель-Пуэрто (1607—1666) исп. Diego de Benevides de La Cueva y Bazán, primer Marqués de Solera, octavo Conde de Santisteban del Puerto                                                                                      | 5 августа 1659               | 31 июля 1661                 | 17 марта 1666                                               | 18-й вице-король Перу исп. 18.º Virrey del Perú | [ 39 ]        |
|             | Бернардо де Итуррисарра-и-Мансилья (1608—1678) исп. Bernardo de Iturrizarra y Mansilla | 17 марта 1666                | 17 марта 1666                | 21 ноября 1667                                              | временный губернатор вице-королевства Перу исп. Gobernador interino del Virreinato del Perú | [ 40 ]        |
|             | Педро Антонио Фернандес де Кастро Андраде-и-Португаль, 7-й маркиз Сарриа, 10-й граф Лемос, 9-й граф Вильяльба, 8-й граф Андраде (1632—1672) исп. Pedro Antonio Fernández de Castro Andrade y Portugal, séptimo Marqués de Sarria, décimo Conde de Lemos, noveno Conde de Villalba, octavo Conde de Andrade | 21 ноября 1666               | 21 ноября 1667               | 6 декабря 1672                                              | 19-й вице-король Перу исп. 19.º Virrey del Perú | [ 41 ]        |
|             | Альваро де Ибарра (1619—1675) исп. Álvaro de Ibarra | 6 декабря 1672               | 6 декабря 1672               | 15 августа 1674                                             | временный губернатор вице-королевства Перу исп. Gobernador interino del Virreinato del Perú | [ 40 ]        |
|             | Бальтасар де ла Куэва Энрикес-и-Сааведра, 4-й маркиз Малагон, граф-консорт Кастельяр (1626—1686) исп. Baltasar de la Cueva y Enríquez de Cabrera, cuarto Marqués de Malagón, Conde consorte del Castellar                                                                                                  | 20 сентября 1673             | 15 августа 1674              | 7 июля 1678                                                 | 20-й вице-король Перу исп. 20.º Virrey del Perú | [ 42 ]        |
|             | Мельчор Линьян-и-Сиснерос, архиепископ Лимы (1629—1708) исп. Melchor de Liñán y Cisneros | 26 февраля 1678              | 7 июля 1678                  | 2 ноября 1681                                               | 21-й вице-король Перу исп. 21.er Virrey del Perú | [ 33 ]        |
|             | Мельчор де Наварра-и-Рокафуль Мартинес де Арройтия-и-Вике, герцог-консорт Палата (1626—1691) исп. Melchor de Navarra y Rocafull Martínez de Arroytia y Vique, Duque consorte de la Palata | 24 сентября 1680             | 2 ноября 1681                | 15 августа 1689                                             | 22-й вице-король Перу исп. 22.º Virrey del Perú | [ 43 ]        |
|             | Мельчор Антонио Портокарреро-и-Ласо де ла Вега, 3-й граф Монклова (1636—1705) исп. Melchor Antonio Portocarrero y Laso de la Vega, tercero Conde de Monclova | 3 мая 1688                   | 15 августа 1689              | 22 сентября 1705                                            | 23-й вице-король Перу исп. 23.er Virrey del Perú | [ 44 ]        |
|             | Хуан Пеньялоса-и-Бенавидес (1625—1709) исп. Juan Peñalosa y Benavides | 22 сентября 1705             | 22 сентября 1705             | 7 июля 1707                                                 | временный губернатор вице-королевства Перу исп. Gobernador interino del Virreinato del Perú | [ 20 ] [ 45 ] |
|             | Дон Мануэль де Сентменат-Омс де Санта-Пау-и-де Лануса, 1-й маркиз Кастельдосриус, Гранд Испании (1651—1710) исп. Manuel de Sentmenat-Oms de Santa Pau y de Lanuza, primer Marqués de Castelldosrius, Grande de España                                                                                      | 31 декабря 1704              | 7 июля 1707                  | 25 апреля 1710                                              | 24-й вице-король Перу исп. 24.º Virrey del Perú | [ 46 ]        |
|             | Мигель Нуньес де Санабриа (1645—1729) исп. Miguel Núñez de Sanabria | 25 апреля 1710               | 25 апреля 1710               | 14 сентября 1710                                            | временный губернатор вице-королевства Перу исп. Gobernador interino del Virreinato del Perú | [ 20 ]        |
|             | Диего Ладрон де Гевара Ороско-и-Кальдерон, епископ Кито (1641—1718) исп. Diego Ladrón de Guevara Orozco y Calderón | 14 сентября 1710             | 14 сентября 1710             | 2 марта 1716                                                | 25-й вице-король Перу исп. 25.º Virrey del Perú | [ 47 ]        |
|             | Матео де ла Мата-и-Понсе де Леон (1645?—1720) исп. Mateo de la Mata y Ponce de León | 2 марта 1716                 | 2 марта 1716                 | 15 августа 1716                                             | временный губернатор вице-королевства Перу исп. Gobernador interino del Virreinato del Perú | [ 48 ]        |
|             | Диего Морсильо Рубио де Ауньон де Робледо, архиепископ Ла-Платы (1641—1718) исп. Diego Morcillo Rubio de Auñón de Robledo | 3 ноября 1715                | 15 августа 1716              | 5 октября 1716                                              | временный вице-король Перу исп. Virrey interino del Perú | [ 29 ] [ 49 ] |
|             | Кармине Николао Караччоло, 5-й принц Санта-Буоно, Гранд Испании (1671—1726) итал. Carmine Nicolao Caracciolo, quinto Príncipe di Santo Buono, Grande di Spagna исп. Carmíneo Nicolás Caracciolo, quinto Príncipe de Santo Buono, Grande de España                                                          | 1715 год                     | 5 октября 1716               | 26 января 1720                                              | 26-й вице-король Перу исп. 26.º Virrey del Perú | [ 50 ]        |
|             | Диего Морсильо Рубио де Ауньон де Робледо, архиепископ Лимы (1641—1718) исп. Diego Morcillo Rubio de Auñón de Robledo | не установлено               | 26 января 1720               | 14 мая 1724                                                 | 27-й вице-король Перу исп. 27.º Virrey del Perú | [ 29 ] [ 49 ] |
|             | Хосе де Армендарис-и-Перурена, 1-й маркиз Кастельфуэрте (1670—1740) исп. José de Armendáriz y Perurena, primer Marqués de Castelfuerte | 1723 год                     | 14 мая 1724                  | 4 января 1736                                               | 28-й вице-король Перу исп. 28.º Virrey del Perú | [ 51 ]        |
|             | Хосе Антонио де Мендоса Кааманьо-и-Сотомайор, 3-й маркиз Вильягарсиа де Ароуса (1667—1746) исп. José Antonio de Mendoza Caamaño y Sotomayor, tercero Marqués de Castelfuerte | 1736 год                     | 4 января 1736                | 12 июля 1745                                                | 29-й вице-король Перу исп. 29.º Virrey del Perú | [ 52 ]        |
|             | Хосе Антонио Мансо де Веласко-и-Санчес де Саманиэго, 1-й граф Саперунда (1688—1767) исп. José Antonio Manso de Velasco y Sánchez de Samaniego, primer Conde de Superunda | 24 декабря 1744              | 12 июля 1745                 | 12 октября 1761                                             | 30-й вице-король Перу исп. 30.º Virrey del Perú | [ 53 ]        |
|             | Мануэль де Амат-и-Хуньент Планелья Аймерик-и-де Санта-Пау (1704—1782) исп. Manuel De Amat y Junyent Planella Aymerich y Santa Pau кат. Manuel d'Amat i de Junyent | 1761 год                     | 12 октября 1761              | 17 июля 1776                                                | 31-й вице-король Перу исп. 31.er Virrey del Perú | [ 54 ]        |
|             | Хосе Мануэль де Гириор Порталь де Уарте Эрдосаин-и-Гонсалес де Сепульведа, 1-й маркиз Гириор (1704—1782) исп. José Manuel de Guirior Portal de Huarte Herdozain y González de Sepúlveda, primer Marqués de Guirior                                                                                         | 24 августа 1775              | 17 июля 1776                 | 21 июля 1780                                                | 32-й вице-король Перу исп. 32.º Virrey del Perú | [ 55 ]        |
|             | Агустин де Хауреги-и-Альдекоа (1711—1789) исп. Agustín de Jáuregui y Aldecoa | 10 января 1780               | 21 июля 1780                 | 6 апреля 1784                                               | 33-й вице-король Перу исп. 33.er Virrey del Perú | [ 56 ]        |
|             | Теодоро Франсиско де Круа-Эучин (1730—1792) исп. Teodoro Francisco de Croix-Heuchin | 15 января 1783               | 6 апреля 1784                | 25 марта 1790                                               | 34-й вице-король Перу исп. 34.º Virrey del Perú | [ 57 ]        |
|             | Франсиско Гиль де Табоада Лемос-и-Вильямарин (1733—1809) исп. Francisco Gil de Taboada Lemos y Villamarín | 10 января 1790               | 25 марта 1790                | 6 июня 1796                                                 | 35-й вице-король Перу исп. 35.º Virrey del Perú | [ 58 ]        |
|             | Амбросио Бернардо О’Хиггинс, 1-й маркиз Осорно (1720—1801) исп. Ambrosio Bernardo O'Higgins, primer Marqués de Osorno ирл. Ambrós Bearnárd Ó hUiginn | 16 сентября 1795             | 6 июня 1796                  | 19 марта 1801                                               | 36-й вице-король Перу исп. 36.º Virrey del Perú | [ 59 ] [ 60 ] |
|             | Мануэль Антонио де Арредондо-и-Пелегрин (1738—1822) исп. Manuel Antonio de Arredondo y Pelegrín | 19 марта 1801                | 19 марта 1801                | 6 ноября 1801                                               | временный губернатор вице-королевства Перу исп. Gobernador interino del Virreinato del Perú | [ 61 ]        |
|             | Габриэль Мигель де Авильес Итурбиде-и-дель Фиерро, 4-й маркиз Авильес (1735—1810) исп. Gabriel Miguel de Avilés Itúrbide y del Fierro, cuarto Marqués de Avilés | 14 июля 1800                 | 6 ноября 1801                | 26 июля 1806                                                | 37-й вице-король Перу исп. 37.º Virrey del Perú | [ 62 ] [ 63 ] |
|             | Хосе Фернандо де Абаскаль-и-Соуза, 1-й маркиз Конкордиа (1743—1821) исп. José Fernando de Abascal y Sousa, primer Marqués de la Concordia | 10 ноября 1804               | 26 июля 1806                 | 7 июля 1816                                                 | 38-й вице-король Перу исп. 38.º Virrey del Perú | [ 64 ]        |
|             | Хоакин Гонсалес де ла Песуэла Гриньян-и-Санчес де Арагон Муньос де Веласко (1761—1830) исп. Joaquín González de la Pezuela Griñán y Sánchez de Aragón Muñoz de Velasco | 14 октября 1815              | 7 июля 1816                  | 29 января 1821                                              | 39-й вице-король Перу исп. 39.º Virrey del Perú | [ 65 ]        |
|             | Хосе де ла Серна-и-Мартинес де Инохоса, 1-й граф Андес (1770—1832) исп. José de la Serna y Martínez de Hinojosa, primer Conde de los Andes | 29 января 1821               | 29 января 1821               | 9 декабря 1824                                              | 40-й вице-король Перу исп. 40.º Virrey del Perú | [ 7 ]         |
|             | Хуан Пио де Тристан-и-Москосо (1773—1860) исп. Juan Pío de Tristán y Moscoso | 24 декабря 1824 (номинально) | 24 декабря 1824 (номинально) | 23 января 1826                                              | временный вице-король Перу исп. Virrey interino del Perú | [ 66 ]        |